# Шенгариевка (Зеньковский район)
Шенгариевка (укр. Шенгаріївка) — село, Першотравневый сельский совет,
Полтавский район, Полтавская область, Украина. До 2020 года входило в состав Зеньковского района.
Код КОАТУУ — 5321384007. Население по переписи 2001 года составляло 453 человека.

## Географическое положение
Село Шенгариевка находится на правом берегу реки Грунь,
выше по течению на расстоянии в 1,5 км расположено село Грунь (Ахтырский район),
ниже по течению на расстоянии в 2 км расположено село Дубовка.

## История
Михайловская церковь известна 1723 года
Есть на карте 1812 года

## Объекты социальной сферы
- Школа.[источник не указан 1665 дней]